# (7080) 1986 RS1
A (7080) 1986 RS1 a Naprendszer kisbolygóövében található aszteroida. Antonín Mrkos fedezte fel 1986. szeptember 5-én.